# Holzkirche von Sârbi Josani
Koordinaten: 47° 47′ 57″ N, 23° 56′ 43″ O

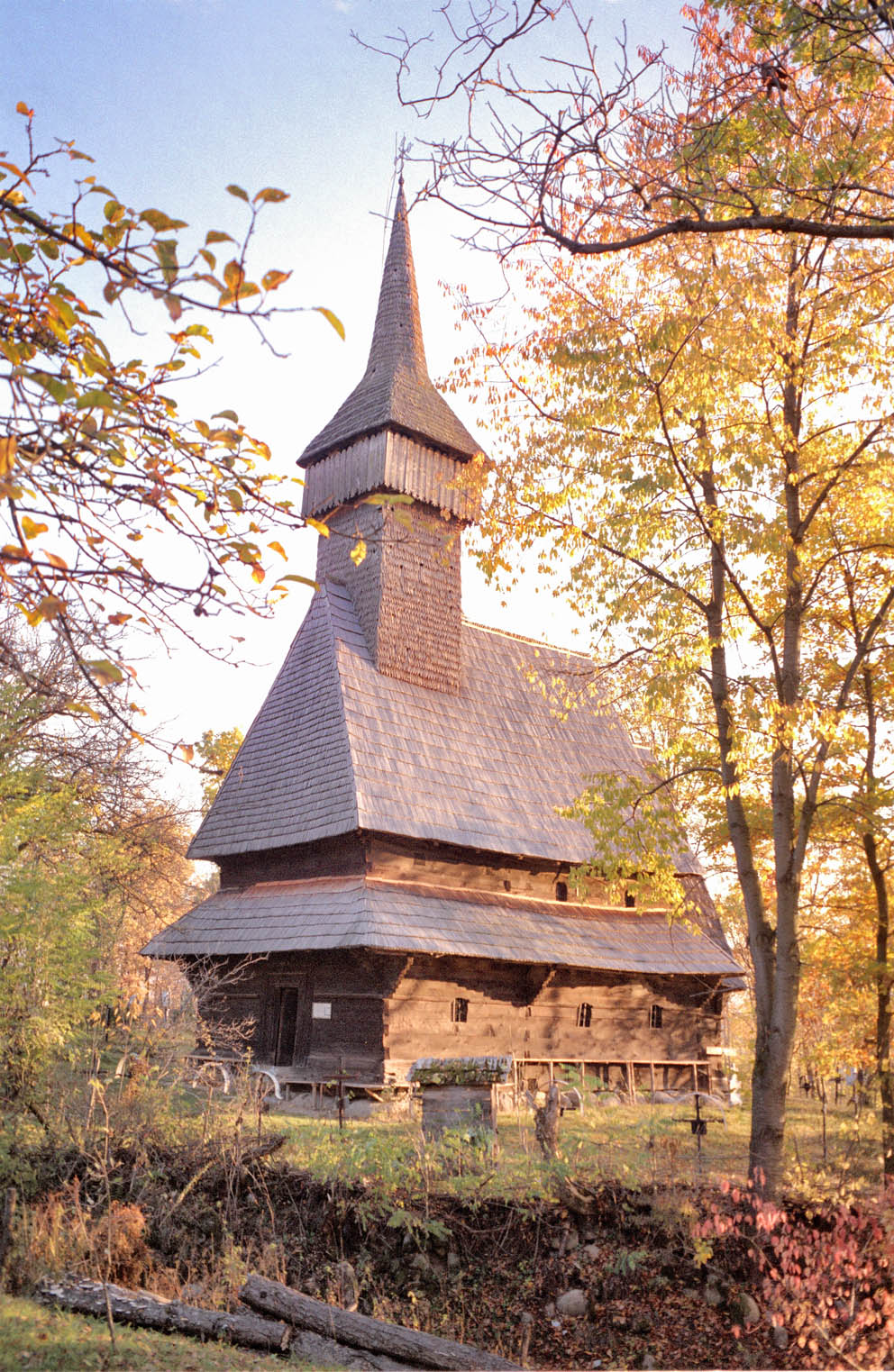
Holzkirche von Sârbi Josani (2000)

Die Holzkirche von Sârbi Josani ist eine Kirche im rumänischen Dorf Sârbi im Kreis Maramureș.

## Geschichte

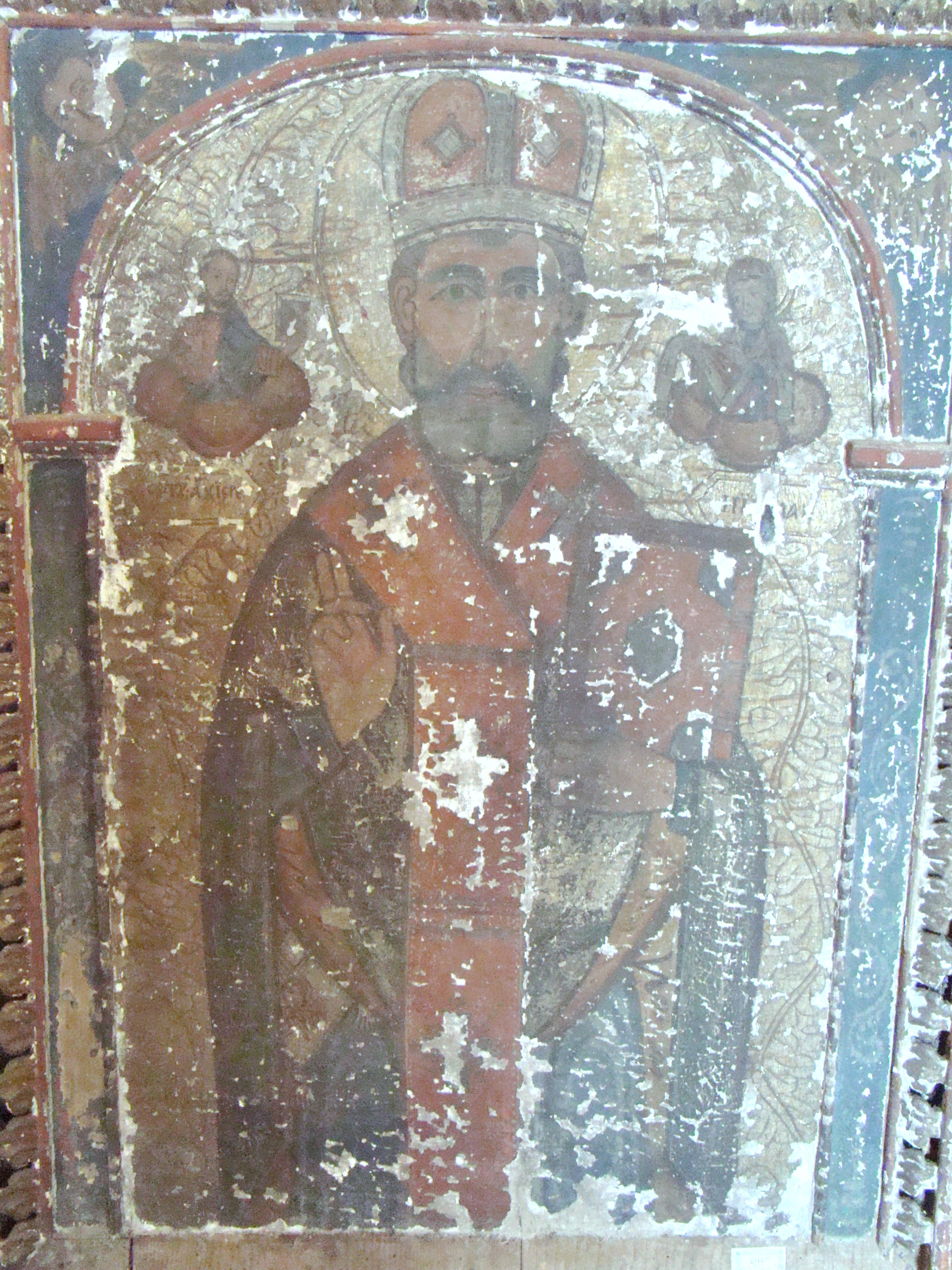
Darstellung eines Heiligen in der Kirche

Sie wurde 1685 aus Eichenholz errichtet. Der Bau wurde von einer adligen Familie, Dunca de Sârbi, veranlasst. Die Familie herrschte über die untere Seite des Dorfes und besaß die Kirche bis zum 18. Jahrhundert. In dieser Zeit zahlte sie über einhundert Jahre den Unterhalt eines Priesters.